# Пинк (судно)

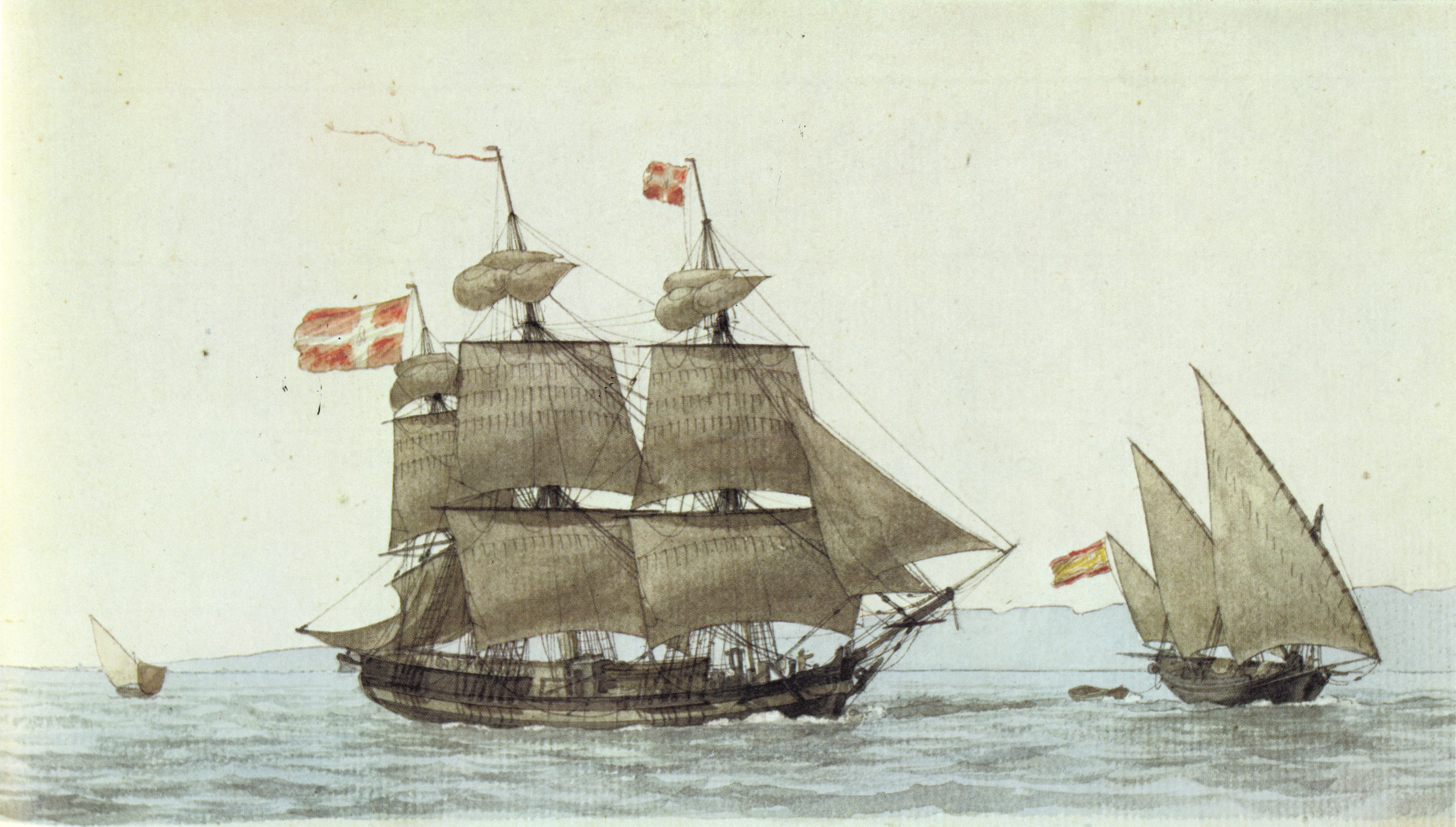
испанский пинк (справа)

Пинк, или пинка (от фр. Pinque — плоскодонное парусное судно и нем. Pinke — грузовое судно), — двух- или трёхмачтовое парусное судно с косыми латинскими или прямыми парусами. Использовался с XVII века флотами морских держав для разведки и крейсерских операций. В торговом судоходстве на Средиземном море суда такого типа часто называли барком. Они имели зауженную корму и три мачты, а в носовой и кормовой оконечностях — бушприт и кормовой выстрел.
Водоизмещение — от 50 до 200 тонн. Вооружались гладкоствольной артиллерией калибра 4—8 фунтов (до 20 пушек).
В военных флотах не получили широкого применения и даже в роли разведывательных и лёгких транспортных судов уступали таким типам кораблей как шлюп, флейт и яхта.
На пинке, получив от Ивана Грозного «царскую грамоту» (каперский патент), пиратствовал в Балтийском море Карстен Роде во время Ливонской войны. В составе Российского флота суда данного класса появились во время Северной войны. В зависимости от размера могли нести до 38 орудий. Использовались для перевозки грузов и подвоза провианта и боеприпасов на суда эскадр, а также для разведки и крейсерских операций. Для нужд российского флота пинки строились до 1780-х годов, за исключением одного пинка, построенного для Каспийской флотилии в 1839 году.